# Richard Krieger (Politiker)

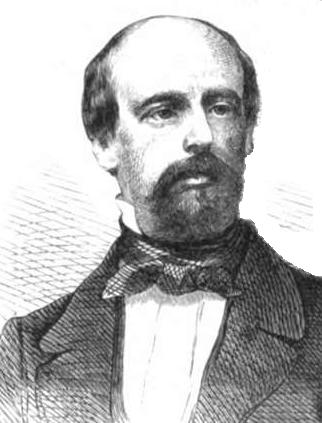
Richard Krieger, 1862

Richard Krieger (* 24. Juli 1818 in Danzig; † 15. Oktober 1906 in Altona) war ein Regierungsrat und Reichstagsabgeordneter.
Krieger besuchte das Gymnasium in Danzig und studierte von 1837 bis 1840 Jura und Verwaltungswissenschaften in Berlin. 1844 wurde er Gerichtsassessor, 1845 trat er zur Steuerverwaltung über. 1854 wurde er Rat bei der Regierung in Potsdam. Am 25. April 1855 heiratete er in Rotterdam Suzanna Maria Philippina Tavenraat (* 1819), die Schwester des niederländischen Jagd- und Landschaftsmalers Johannes Tavenraat. 1862 wurde Krieger zur Provinzialsteuerdirektion in Posen versetzt, danach Steuerdirektor in Stettin.
1861 wurde er als Mitglied der Fortschrittspartei in das Preußische Abgeordnetenhaus gewählt, zunächst für den II. Berliner Wahlbezirk dann für den Wahlkreis Jüterbog – Luckenwalde – Brandenburg, den I. Berliner Wahlkreis und endlich den Wahlkreis Samter-Birnbaum. Dieses Mandat legte er 1868 wegen seiner Ernennung zum Zollvereinsbevollmächtigten nieder. Im Landtag war Krieger regelmäßig Mitglied der Finanz-, zuletzt auch der Budgetkommission. 1866 war er Mitbegründer der Nationalliberalen Partei.
Im Reichstag des Norddeutschen Bundes vertrat er von 1867 an den Wahlkreis Posen (Stadt und Land), dieses Mandat wurde vom Reichstag 1869 für erloschen erklärt. 1871 bis 1877 war er Mitglied des Deutschen Reichstags für Stadt und Kreis Posen.